# Bataille de Zliten
Guerre civile libyenne
Batailles
- 1re Benghazi
- El Beïda
- Derna
- 1re Tripoli
- Misrata
- 1re Zaouïa
- Djebel Nefoussa (1re Dehiba
- 2e Dehiba
- Gharyan)
- 1re Brega
- 1re Ras Lanouf
- 1re Ben Jawad
- 2e Ras Lanouf
- 2e Brega
- 1re Ajdabiya
- 2e Benghazi
- 2e Ajdabiya
- 1re golfe de Syrte
- 3e Brega
- Al Jawf
- Front de Misrata (Zliten
- Tawarga
- 2e Zaouïa
- 4e Brega
- Fezzan
- Birak)
- 5e Brega
- 3e Zaouïa
- 2e Tripoli
- 2e Sebha
- 2e golfe de Syrte (Syrte)
- Offensive de Bani Walid (Tarhounah - Bani Walid)

- Intervention militaire de l’OTAN
- Opération Ellamy (Royaume-Uni)
- Opération Harmattan (France)
- Opération Odyssey Dawn (États-Unis)
- Opération Mobile (Canada)

La bataille de Zitlen est une bataille de la guerre civile libyenne opposant les forces fidèles à Mouammar Kadhafi à la rébellion libyenne du 9 au 16 juin 2011 dans la ville de Zliten.

## Contexte
Le siège de Misrata avait pris fin en mai 2011 avec le succès des forces rebelles. Toutefois, des bombardements loyalistes continuèrent sur la ville.
Le 20 juillet, les rebelles déclarent qu'ils sont à 1,5 kilomètre de Zliten.

## Déroulement
Du 21 juillet au 4 août, les forces du CNT lancent plusieurs assauts infructueux sur la ville qui reste aux mains des forces de Kadhafi.
La ville est définitivement capturée par les forces rebelles le 19 août 2011.
Plus de 100 civils ont péri lors des combats entre forces gouvernementales et rebelles.